# Centre-ville de Cardiff
Le centre-ville de Cardiff, appelé localement « le Centre-Ville »  (City Centre en anglais et Canol y Ddinas en gallois, littéralement, le « Centre-Cité »), est le lieu le plus central et le quartier d’affaires de la cité et comté de Cardiff, au pays de Galles.
Il est communément délimité à l’ouest par la Taf, au nord par le centre administratif et ailleurs par les lignes de chemins de fer. Alors que le centre-ville de Cardiff se situe à cheval entre les communautés de Castle et de Cathays, il correspond, électoralement, à la section de Cathays (en) qui couvre ces territoires et où sont désignés quatre membres du conseil de Cardiff.

## Géographie

### Description
Le Centre-Ville se constitue de plusieurs quartiers nettement délimités :
- le quartier de Castle ;
- la région autour de Queen Street ;
- le centre administratif (Parc de Cathays) ;
- le centre-ville de l’est ;
- le centre-ville du sud-ouest ;
- les Hayes ;
- le centre-ville du sud-est.

## Urbanisme

### Architecture

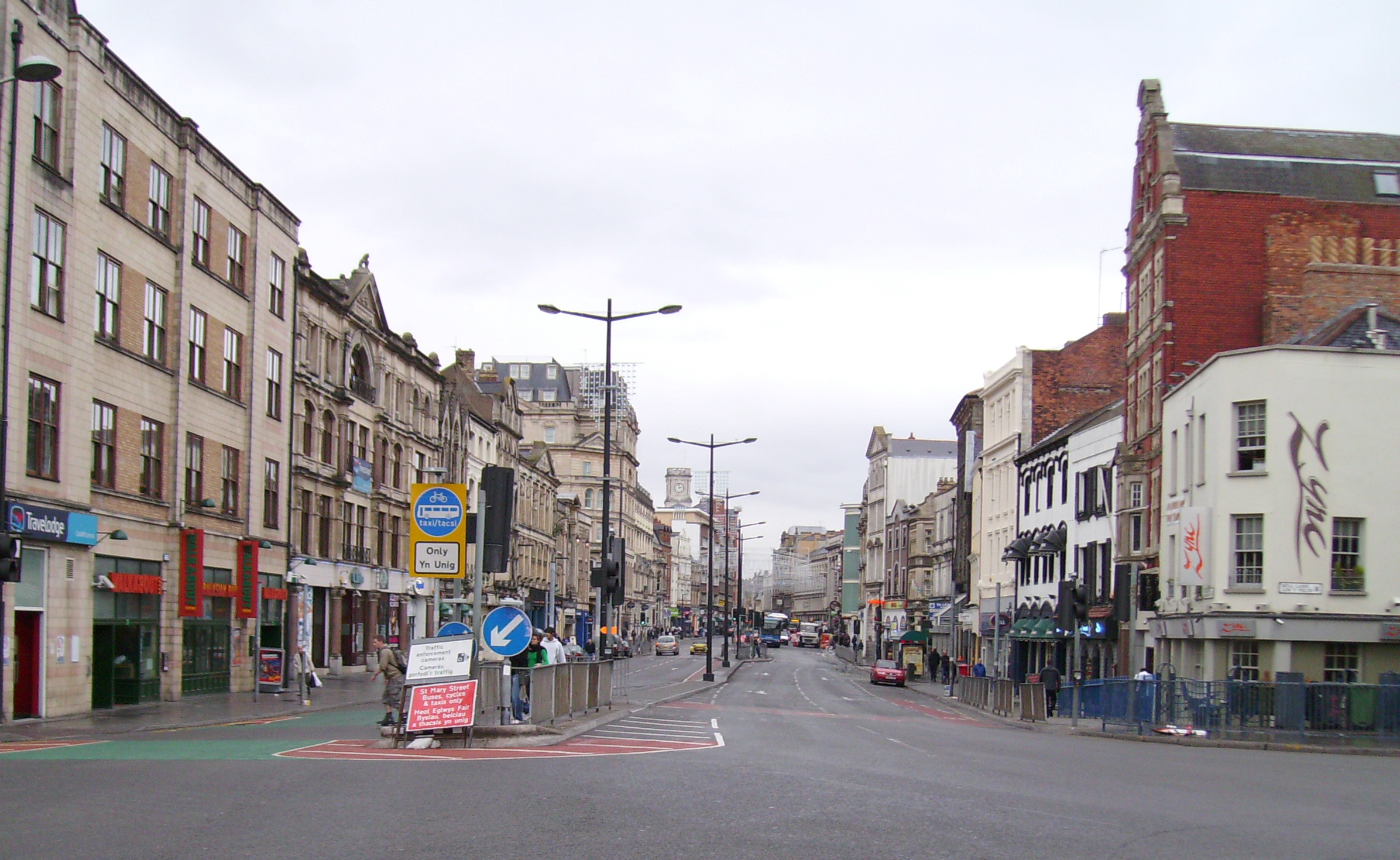
La Saint Mary Street.
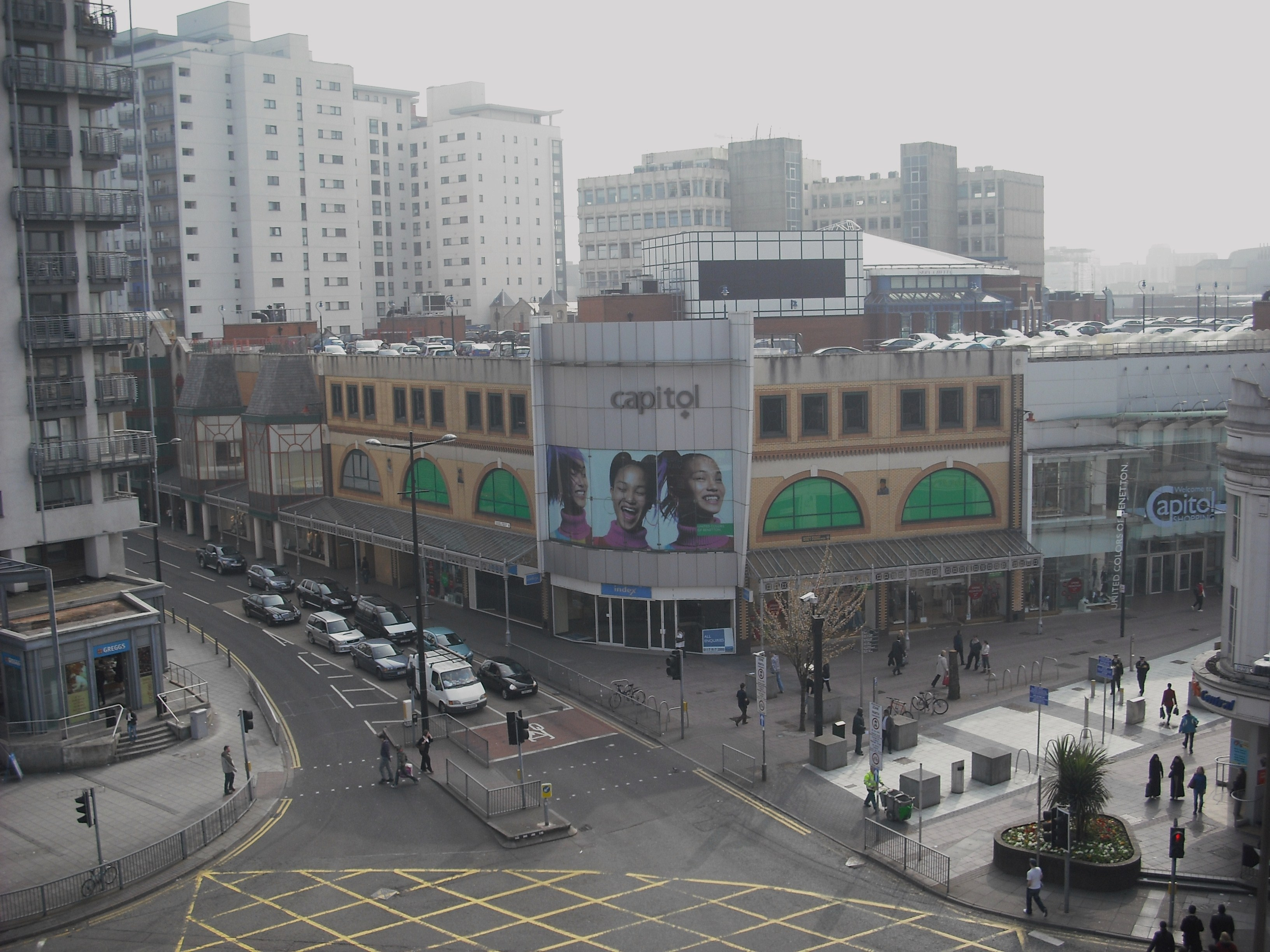
Jonction entre la Newport Road, la Queen Street et la Dumfries Place.
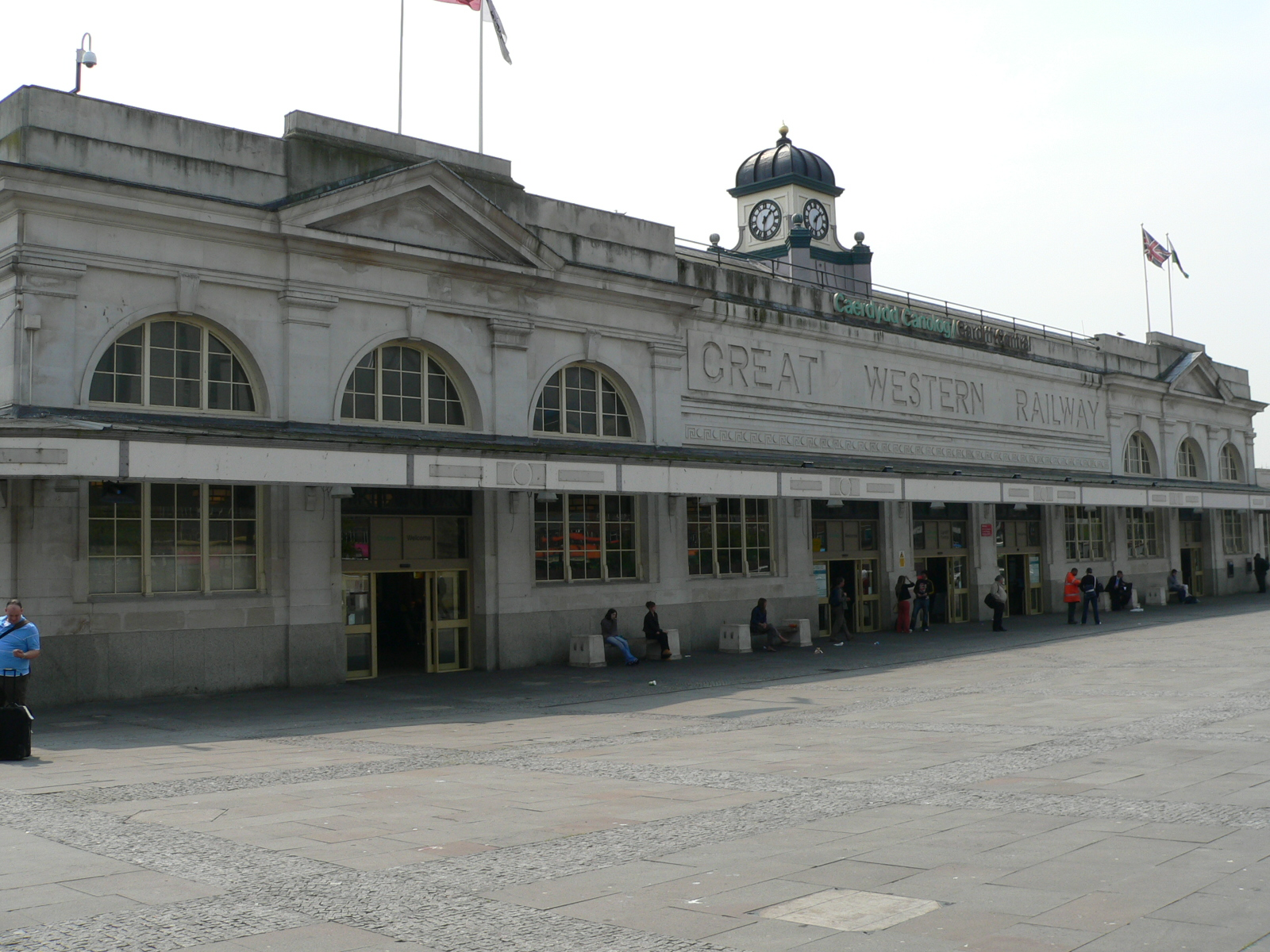
La gare de Cardiff Central.
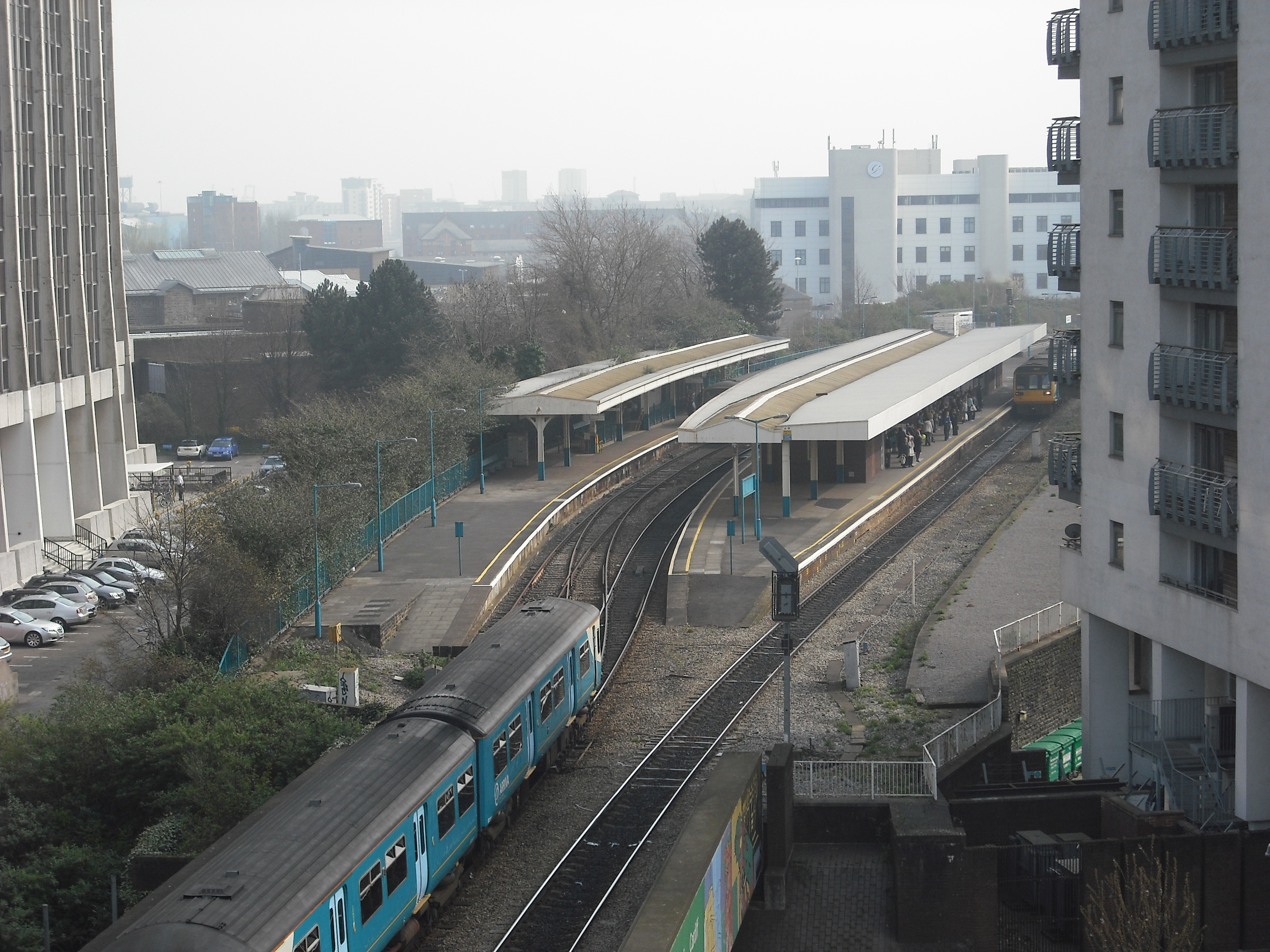
La gare de Cardiff Queen Street.

### Espaces verts
- Bute Park[1]
- Alexandra Gardens
- Gorsedd Gardens
- Castle Gardens[1]
- Parc Mackenzie
- Saint John’s Garden

## Lieux notables
- Millennium Stadium[1]
- Château de Cardiff[1]
- Université du pays de Galles[1]
- Crown Court
- City Hall
- Bâtiments du Parc de Cathays
- Musée national[1]

### Sources
- (en) Cet article est partiellement ou en totalité issu de l’article de Wikipédia en anglais intitulé « Cardiff city centre » (voir la liste des auteurs).